# Академик Черский
Академик Черский — краново-монтажное трубоукладочное судно (КМТУС), совмещающее в себе функции кранового судна и трубоукладчика. Принадлежит «Самарскому теплоэнергетическому имущественному фонду». Судну присвоено имя академика АН СССР, Героя Социалистического Труда Николая Васильевича Черского (1905—1994) — специалиста в области поиска, разведки, разработки газовых и нефтяных месторождений.

## История
Заложен в 2007 году в Китае на верфи компании Jiangsu Hantong Ship Heavy Industry в Тунчжоу по заказу нигерийско-голландской компании Sea Trucks Group Limited. Проект разработан норвежской компанией Vik-Sandvik. Первоначальное название судна — Jascon-18. В июне 2011 года Jascon-18 прибыл на судоверфь Kwong-Soon shipyard в Сингапур для достройки. В декабре 2015 года судно было куплено Сингапурским филиалом российской компании «Межрегионтрубопроводстрой» (МРТС). Для покупки судна компания под поручительство Газпрома оформила кредит у Газпромбанка в размере 1 млрд долл США. В январе 2016 года судно было арестовано в Сингапуре по иску судоверфи из-за неоплаты полной стоимости постройки. После разрешения споров, судно в июне 2016 года перешло на баланс ООО «Газпром флот», который переименовал его в «Академик Черский» (в честь академика АН СССР Николая Васильевича Черского). До августа 2017 года судно находилось в индонезийском порту Батам, затем было перебазировано в РФ. В период с марта по май 2018 года операторы кранов судна «Академик Черский» прошли подготовку по курсу «Offshore Crane Operator Stage 1, 2» в учебном центре компании Sparrows FZE (Муссафах, Абу-Даби). В связи с тем, что предполагалось использовать судно для разработки Киринского газоконденсатного месторождения в Охотском море, было решено провести его модернизацию и дооснащение. Подряд на модернизацию и дооборудование получило ООО «РИФ-Терминал» (инжиниринговая компания, Москва). Работы стоимостью 813,763 млн рублей должны были проводиться Находкинским судоремонтным заводом и завершены до 31 мая 2019 года.
По данным на 1 января 2020 года, судно не было готово к эксплуатации в качестве трубоукладчика, так как не имело необходимого сварочного и монтажного оборудования.
В конце декабря 2019 года «Газпром флот» объявил открытый конкурс на выполнение работ по дооснащению КМТУС сварочным и технологическим оборудованием. Предполагаемая стоимость работ — 873,5 млн рублей. Итоги тендера должны были быть подведены 22 января 2020 года, однако сроки приема предложений были перенесены на 30 января 2020 года.
В начале марта 2020 года отправился из Находки через Тихий и Индийский океан в направлении на Балтику, чтобы завершить там ремонт и модернизацию, а затем вступить в строй. На определённых участках пути был взят под охрану боевыми кораблями ВМФ России. Ожидалось, что 3 мая 2020 года судно прибудет в Калининград для завершения работ и модернизации оборудования. 3 мая 2020 года встал на якорь в 30 км от города Балтийска, достигнув западного российского анклава за три месяца. С 12 мая 2020 года судно проходит модернизацию в порту Мукран на острове Рюген (Германия) — логистической базе строящегося газопровода «Северный поток — 2».
В ходе модернизации судно в том числе было дооборудовано системой якорного позиционирования — по требованию Германии для работы на мелководье.
С июня 2020 года находится в собственности «Самарского теплоэнергетического имущественного фонда».

## Технические характеристики
- Валовая вместимость: 29513 т
- Чистая вместимость: 7600 т
- Дедвейт: 11890 т
- Водоизмещение (летнее): 30146 т
- Длина: 150,0 м
- Ширина: 36,8 метров (макс. по мостику 38,5 м)
- Высота борта: 15,10 м
- Осадка: 6,3 метра
- Макс. скорость: 12 узлов
- Площадь палубы: 1800 м² (нагрузка 5 т/м²)
- Экипаж (нормативный): 400 человек
- Система динамического позиционирования: DP3[6][23]
- Система якорного позиционирования — восьмиякорная.[19]
- Краны:
  - главный SWL 1200 т (33 м) + SWL 600 т (29 м) = SWL 1800 т (27 м)
  - вспомогательные 2 х SWL 40 т (40 м)
- Система трубоукладки — S-lay. Стингер (опускная стрела) двухсекционный, длина — 120 м[24]
- Скорость трубоукладки — до 5 км/сутки[25]
- Диаметр укладываемого трубопровода — от 4 до 48 дюймов (от 6 до 60 дюймов, учитывая бетонное покрытие труб).[26]
- Натяжители (англ. Tensioners) — 3 х 200 т. Суммарное натяжение в 600 тонн позволяет укладывать трубопровод на глубину до 2,5 км.[3][23]